# Sad Allah al-Dżabiri
Sad Allah al-Dżabiri, arab. ‏سعد الله الجابري‎ (ur. 1893, zm. 1947) – syryjski polityk, dwukrotny premier Syrii w latach 1943–1944 oraz 1945–1946.

## Życiorys

### Wczesna działalność
Pochodził z Aleppo, z jednej z najzamożniejszych syryjskich rodzin posiadaczy ziemskich. Ukończył studia prawnicze w Stambule. Zmobilizowany po wybuchu I wojny światowej do armii osmańskiej, przystąpił do tajnej arabskiej organizacji Al-Fatat. W szeregach armii tureckiej walczył do końca wojny. Następnie przybył do Królestwa Syrii utworzonego po arabskiej rewolcie przez Fajsala ibn Husajna i zasiadał w Syryjskim Kongresie Narodowym jako deputowany z Aleppo. Razem z Rijadem as-Sulhem występował w parlamencie jako obrońca praw kobiet, jednak ich propozycje zostały odrzucone przez większość, w której dominowali konserwatywni sunnici. Al-Dżabiri brał udział w oporze Arabów syryjskich przeciwko ustanowieniu mandatu francuskiego i likwidacji monarchii Fajsala. Po zwycięstwie Francuzów w 1920 został wygnany z kraju; emigrował wówczas do Kairu, gdzie pozostał do ogłoszenia przez władze mandatowe amnestii dwa lata później. Po powrocie do Damaszku al-Dżabiri utworzył tajną organizację antyfrancuską, wspierał również walkę oddziałów Ibrahima Hananu z władzami mandatowymi, które Syryjczycy postrzegali jako okupantów. Aresztowany, spędził sześć miesięcy w więzieniu Safita.

### Blok Narodowy
W 1927 Sad Allah al-Dżabiri był jednym z twórców Bloku Narodowego, zaś w roku następnym był deputowanym do Zgromadzenia Konstytucyjnego. Opracowało ono projekt konstytucji państwa syryjskiego, który jednak nie został zaakceptowany przez Francję. Kraj ten sam narzucił Republice Syryjskiej odmienną ustawę zasadniczą. Rok wcześniej, w 1929, al-Dżabiri znalazł się w ścisłych władzach Bloku Narodowego, jako zastępca jego przewodniczącego Haszima al-Atasiego.
W 1935 al-Dżabiri brał udział w organizacji 60-dniowego strajku, którego uczestnicy domagali się od władz francuskich nadania Syrii pełnej suwerenności. Został na krótko aresztowany, następnie odzyskał wolność, jednak był stale inwigilowany przez francuskie służby bezpieczeństwa. Strajk przekonał rząd Francji do podjęcia rozmów z przedstawicielami Bloku Narodowego. Sad Allah al-Dżabiri, obok Haszima al-Atasiego, Dżamila Mardama, Farisa al-Churiego oraz Rijada as-Sulha był jednym z syryjskich delegatów na te negocjacje. Rozmowy zakończyły się podpisaniem traktatu gwarantującego Syrii niepodległość najpóźniej za 25 lat, w zamian za zawarcie z Francją sojuszu wojskowego i liczne koncesje na rzecz tego kraju. Traktat ten nigdy nie wszedł jednak w życie, gdyż nie został ratyfikowany przez parlament francuski.
Zapowiedź uzyskania przez Syrię niepodległości sprawiła, że Blok Narodowy wygrał w 1936 wybory parlamentarne w Syrii, Haszim al-Atasi został prezydentem niesuwerennego kraju, następnie zaś wyznaczył na premiera Dżamila Mardama. Ten z kolei powierzył al-Dżabiriemu stanowisko ministra spraw wewnętrznych oraz ministra spraw zagranicznych. Pełniąc to stanowisko, al-Dżabiri wielokrotnie udawał się do Paryża, by doprowadzić do ratyfikacji traktatu z 1936. Jego spotkania z przedstawicielami francuskiego rządu nie przyniosły jednak rezultatów. Jako minister spraw wewnętrznych al-Dżabiri zwalczał separatystyczne ruchy alawicki (w rejonie Latakii, dawnym Państwie Alawitów) oraz druzyjski w Dżabal ad-Duruz. W 1939 stracił stanowiska rządowe w związku z upadkiem gabinetu Mardama.

### II wojna światowa
W 1940 francuscy agenci zamordowali syryjskiego działacza niepodległościowego Abd ar-Rahmana Szachbandara, dawnego współpracownika króla Fajsala. Winą za to zabójstwo obarczono Dżamila Mardama i blisko współpracujących z nim al-Dżabiriego oraz Lutfiego al-Haffara. Al-Dżabiri, podobnie jak Mardam, zbiegł przed aresztowaniem do Iraku, był sądzony in absentia i został uniewinniony.
W 1943 al-Dżabiri poparł przed wyborami frakcję Szukriego al-Kuwatliego, który w poprzednich latach krytykował działalność rządu Mardama, i wystartował z listy jego zwolenników w wyborach parlamentarnych. W 1943, gdy al-Kuwatli zwyciężył w wyborach prezydenckich, właśnie al-Dżabiriemu powierzył misję utworzenia nowego rządu. Został on w całości utworzony z polityków związanych z Blokiem Narodowym. Al-Dżabiri prowadził w Paryżu dalsze rozmowy w sprawie niepodległości Syrii, jak również zacieśnił związki kraju z Egiptem, Arabią Saudyjską i Libanem. Brał udział w tworzeniu Ligi Państw Arabskich. 14 listopada 1944 dobrowolnie odszedł ze stanowiska, został natomiast przewodniczącym syryjskiego parlamentu.
29 maja 1945, podczas nakazanego przez Charles'a de Gaulle'a bombardowania Damaszku, al-Dżabiri z ledwością uszedł z życiem ze swojego podpalonego i zniszczonego biura. Zbiegł do Libanu, skąd wezwał społeczność międzynarodową do powstrzymania francuskich działań w Syrii.

### Ostatnie lata
W październiku 1945 prezydent al-Kuwatli po raz drugi polecił al-Dżabiriemu utworzenie rządu, w którym polityk objął, oprócz stanowiska premiera, także teki ministra spraw zagranicznych i ministra obrony. Al-Dżabiri kierował ostatnimi francusko-syryjskimi rozmowami w sprawie zakończenia mandatu. Ostatecznie wojska francuskie opuściły kraj pod presją Wielkiej Brytanii i Stanów Zjednoczonych 17 kwietnia 1946. Wtedy również al-Dżabiri utworzył swój kolejny gabinet, którego celem było sprawne zakończenie procesu przekształcania państwa zależnego w całkowicie niepodległe. W ciągu roku utworzone zostały podstawy armii syryjskiej, państwowe przedsiębiorstwa telekomunikacyjne, transportowe oraz syryjskie radio. Al-Dżabiri zmarł po dłuższej chorobie w 1947.